# Circunscrições eclesiásticas católicas do Haiti
A Igreja Católica no Haiti compreende duas províncias eclesiásticas, cada uma dirigida por um arcebispo. As províncias, por sua vez, são subdivididas em duas arquidioceses e oito dioceses.

## Província Eclesiástica de Cabo Haitiano
- Arquidiocese de Cabo Haitiano
  - Diocese de Fort-Liberté
  - Diocese de Hinche
  - Diocese de Les Gonaïves
  - Diocese de Port-de-Paix

## Província Eclesiástica de Porto Príncipe
- Arquidiocese de Porto Príncipe
  - Diocese de Anse-à-Veau and Miragoâne
  - Diocese de Jacmel
  - Diocese de Jérémie
  - Diocese de Les Cayes